# Ruta Estatal de Alabama 59
La Ruta Estatal de Alabama 59, y abreviada SR 59 (en inglés: Alabama State Route 59) es una carretera estatal estadounidense ubicada en el estado de Alabama, cruza los condados de Baldwin y Monroe. La carretera inicia en el Sur desde la AL 182     en Gulf Shores en sentido Norte hasta finalizar en la AL 21     en Uriah. La carretera tiene una longitud de 151 km (94 mi).

## Mantenimiento
Al igual que las autopistas interestatales, y las rutas federales y el resto de carreteras estatales, la Ruta Estatal de Alabama 59 es administrada y mantenida por el Departamento de Transporte de Alabama por sus siglas en inglés ALDOT.

## Cruces
La Ruta Estatal de Alabama 59 es atravesada principalmente por los siguientes cruces:
- US 98/AL 42 en Foley
- US 90/AL 16 en Robertsdale
- I-10 cerca de Loxley
- US 31/AL 33 en Bay Minette
- AL 287     en Bay Minette
- I-65 en Bay Minette